# Hesselberg
Hesselberg (689 metros acima do nível do mar) é o ponto mais alto da Média Francônia e do Jura da Francônia e está situado a sessenta quilômetros a sudoeste de Nuremberg, Alemanha. A montanha fica isolada e longe do centro da Francônia Jura, em sua região de fronteira sudoeste, quatro quilômetros a noroeste de Wassertrüdingen. O primeiro nome registrado da montanha foi Öselberg, provavelmente derivado de Öder Berg (montanha desolada). Este nome mais tarde mudou para Eselsberg e finalmente para o nome atual Hesselberg. Como uma colina, a montanha oferece uma visão da geologia jurássica. Também testemunhou uma história agitada, muitos incidentes foram transmitidos de geração em geração e estes, misturados com fatos, tornaram-se lendas. Hoje em dia, muitas pessoas visitam Hesselberg para desfrutar da natureza e de uma vista maravilhosa. Quando o tempo está bom, os Alpes podem ser vistos a 150 km de distância. 
Na época da Alemanha Nazista, essa montanha foi um local de culto ao governo nazista e de sua religiosidade, o próprio Adolf Hitler declarou a montanha um local sagrado.